# Gustav Thurn-Valsassina
Gustav grof Thurn-Valsassina, Kranjski politik, zadnji deželni glavar Kranjske nemškega rodu, * 13. julij 1836,  Radovljica, † 23. julij 1888, Radovljica.

## Življenje in delo
Grof Gustav Thurn-Valsassina je bil sin grofa Vincenca Thurn-Valsassina in Jozefine rojene Zurchaleg. Najprej so ga poučevali domači učitelji. Po končani gimnaziji je v Gradcu dve leti študiral pravo. Leta 1859, ob začetku vojne v Italiji, je postal v konjeniški kapetan pri ulancih, a je izstopil iz vojske. Vrnil se je v Radovljico in živel na posestvu. Bil je častni občan mnogih občin na Kranjskem (npr. Bled, Rovte) ter mnogih društev. Bil je odlikovan z redom železne krone II. stopnje.
Julija 1877 je bil izvoljen v Kranjski deželni zbor kot predstavnik veleposestva, nekaj tednov kasneje pa še v avstrijski državni zbor. Med letoma 1883 in 1888 je bil poslanec na slovenski listi trgovinske in obrtne zbornice. Od 16. septembra 1881 pa do smrti je bil deželni glavar Kranjske, zadnji nemškega rodu. Med 1886 in 1887 je predsedoval kmetijski družbi, bil 1886 predsednik komisije za pogozdovanje Krasa, načelnik odbora za gradnjo dolenjskih železnic. Podpiral je slovenska narodna društva. Govoril je slovensko, bral in naročal je slovenske časnike. Kot zvest pristaš narodne stranke ni dopuščal, da bi v deželnem zboru nemški poslanci imeli svoje klubske seje, kot so jih imeli za časa njegovega predhodnika, deželnega glavarja Friderika viteza Kaltenegger-Riedhorst. Bil je osovražen od Nemcev, tudi od Karla Dežmana. Leta 1883 ni uspel na volitvah v Tržiču, kandidiral je tudi na veleposestvu, a so mu Nemci onemogočili izvolitev. Bil je lastnik graščin Radovljica in Stari grad (Wallenburg), Lehen in Plankenstein (Zbelovo) na Štajerskem.